# Sinkha
Le Projet Sinkha est une série de romans graphiques et de bandes dessinées multimédia créés par Marco Patrito, un auteur et illustrateur de science-fiction italien qui publie ses œuvres en Italie, en France, en Allemagne, en Suède, en Belgique, aux Pays Bas et en Amérique du Nord depuis 1984. Il a dessiné plus de 150 couvertures de livre pour le compte de l'éditeur italien Mondadori.
L'Univers Sinkha, imaginé par Patrito au début de l'année 1991, a servi de toile de fond pour sa première aventure multimédia baptisée simplement Sinkha. Intégralement réalisée en images de synthèse révolutionnaires pour l'époque, cette BD interactive a nécessité cinq ans de travail. En 1995, Sinkha était enfin achevé et édité sur CD-ROM par Virtual Views en Europe, aux USA et au Japon pour les systèmes d'exploitation Mac OS et Windows.

## Épisodes
Le Projet Sinkha compte actuellement quatre BD multimédia (Épisodes 0, 1, 2 et 3) et trois romans graphiques (Épisodes 1, 2 et 3). Tous les CD-ROM sont multilingues (italien, français, anglais et quelques autres langues qui varient en fonction des opus), mais les albums imprimés ne sont disponibles qu'en italien, en français, en portugais et en allemand. Les Épisodes 0 et 1 ont été cependant publiés en anglais dans les pages du magazine Heavy Metal (version américaine de Métal Hurlant).

### Sinkha 0: Premier Contact [1995]
Sinkha raconte l'histoire fascinante de Hyleyn, une jeune fille qui vit depuis toujours dans la mystérieuse cité de Thalissar. Cette agglomération lugubre et gigantesque, dont les structures métalliques semblent gémir à longueur de journée, est située sur la planète Ogon. Perdue dans les entrailles d'un monde hostile, Thalissar suscite pourtant l'intérêt des Sinkhas, une race d'immortels qui envoient leur vaisseau organique Darcron afin d'en percer le secret.
Présenté comme la première bande dessinée multimédia entièrement réalisée en infographie 3D,, Sinkha a été commercialisé en 1995 pour Mac OS 7, Windows 3.1 et Windows 95. Les graphismes sont en 256 couleurs (8-bit) et la bande sonore est monophonique. Le programme nécessite expressément QuickTime 2 et ne fonctionne pas correctement sur des systèmes d'exploitation plus récents, bien qu'il soit parfaitement possible de le lancer par le biais d'émulateurs comme Basilisk (en) et DOSBox.
En 1998, Marco Patrito fut contacté par un producteur hollywoodien qui souhaitait adapter Sinkha au cinéma. Il fut demandé à Marco de préparer un scénario de long métrage sur la base de la BD, avec quelques modifications. Le synopsis fut approuvé et le travail de pré-production commença, mais des problèmes de budget survinrent rapidement. Une clause non négociable stipulait que le film devait être intégralement conçu en images de synthèse, dont le coût était alors exorbitant. Quand le budget (initialement estimé à plus de vingt millions de dollars) s'avéra insuffisant pour démarrer une telle adaptation, Patrito proposa de recourir à de vrais acteurs inconnus du public, mais la situation s'enlisa et le projet fut finalement abandonné.
Cependant, en 2002, la seconde BD multimédia Hyleyn a inclus en bonus une version abrégée de Sinkha basée sur le synopsis de ce film avorté. Sous-titrée Premier Contact, elle contient moins d'images (statiques, mais de meilleure qualité), ainsi qu'une description plus détaillée des évènements originaux.
En 2008, la version originale de Sinkha a été entièrement restaurée : les graphismes sont à présent en millions de couleurs (24-bit) et la bande sonore est stéréophonique. Cette réédition est communément appelée Sinkha Zero.
La musique de l'Épisode 0 a été composée par le groupe de rock néo-progressif Fancyfluid (Sandro Bruni et Fabrizio Goria).

### Sinkha 1: Hyleyn [2002]
Hyleyn s'est à présent rapprochée des immortels Sinkhas, la forme de vie la plus avancée de l'univers. À la suite de circonstances dramatiques, elle n'est plus tout à fait humaine — elle est maintenant l'une d'entre eux... Aux côtés de ses nouveaux amis Aker et Darshine, Hyleyn s'engage dans un périple pour sauver un monde d'une invasion imminente.
En bonus, Hyleyn inclut une version abrégée de Sinkha qui contient moins d'images (statiques, mais de meilleure qualité), ainsi qu'une description plus détaillée des évènements originaux.
La musique de l'Épisode 1 a été composée par Ettore Cimpincio.

### Sinkha 2: Atmosphère [2007]
Hyleyn continue de rêver aux Khahaeks. S'agit-il de simples cauchemars ? Ou bien les éternels et féroces dominateurs de la Galaxie sont-ils plus proches qu'on ne le croit ? Sont-ils eux aussi, tout comme Hyleyn et Darshine, sur les traces de ceux qui se sont emparés de la redoutable arme khahaek durant la bataille de Shadoowm ? Pour les deux jeunes femmes commence alors une dangereuse course, du gigantesque spatioport d'Anccown jusqu'à la capitale de la Tyuasac-Hon, la corporation des "mondes sans terre solide".
Les Épisodes 2 et 3 ont été publiés ensemble sur un même CD-ROM. Le disque contient deux bonus additionnels : une section intitulée Extras dans laquelle Marco Patrito explique la genèse du Projet Sinkha, et une seconde section qui propose une présentation détaillée de l'Univers Sinkha.
La musique de l'Épisode 2 a été composée par Bjørn Lynne (en), Nery Bauer et Jacek Dojwa.

### Sinkha 3: La Planète des Nuages [2007]
Chaa-Dedres est une planète gazeuse géante. Son horizon sans limite est violemment perturbé par d'énormes ouragans au-dessus desquels se dressent les fabuleuses cités aériennes des Pneumopodes, des êtres capables de dominer les éléments. Mais dans les couches inférieures, sous les tempêtes d'hydrocarbures où l'atmosphère est plus dense, se cache un dangereux secret. Le secret d'une arme khahaek redoutable qui pourrait bien mettre fin à l'immense pouvoir des Sinkhas.
Les Épisodes 2 et 3 ont été publiés ensemble sur un même CD-ROM. Le disque contient deux bonus additionnels : une section intitulée Extras dans laquelle Marco Patrito explique la genèse du Projet Sinkha, et une seconde section qui propose une présentation détaillée de l'Univers Sinkha.
La musique de l'Épisode 3 a été composée par Bjørn Lynne (en), Nery Bauer et Jacek Dojwa.

## Conception technique
Le Projet Sinkha a été conçu et réalisé par Marco Patrito, avec la collaboration de Fabio Patrito et Tullio Rolandi. Quelques travaux et suggestions ont été contribués par Laura Patrito et Maurizio Manzieri (tous les Épisodes), Flavio Chirico et Francesco Chirico (Épisode 0), Marco Rolandi (Épisode 1), Daniele Totolo (Épisodes 1 et 2) et Massimo Zuanazzi (Épisode 2),,,.
L'Épisode 0 a été développé sur Macintosh avec les outils suivants :
- Strata Studio
- Adobe Photoshop
- Adobe After Effects
- Macromedia Director
- Apple QuickTime

Tous les autres Épisodes ont été développés sur PC avec les outils suivants :
- Wavefront Maya
- Autodesk 3DS Max
- Adobe Photoshop
- Adobe After Effects
- Macromedia Director